# Marie-Madeleine-Marguerite d'Aubray, Markise de Brinvilliers
Marie-Madeleine-Marguerite d'Aubray, Markise de Brinvilliers (født 2. juli 1630, død 17. juli 1676) var en fransk giftmorder.

## Biografi
Marie-Madeleine-Marguerite d'Aubray blev født i Paris omkring 1630 og var datter af Dreux d'Aubray, en fransk officer. I 1651 blev hun gift med Markis de Brinvilliers. Hun var en lille kvinde, der var meget smuk og ombejlet og med en fængslende uskyldighed[kilde mangler].

### Affære og lærdom om gift
I 1659 præsenterede hendes ægtemand hende for sin ven Godin de Sainte-Croix en smuk ung ritmester med ekstravagant smag og dårligt omdømme. Markise de Brinvilliers blev Godin de Sainte-Croixs elskerinde. Deres forhold blev hurtigt en offentligt skandale, og da hendes mand var flygtet ud af Frankrig for at undgå sine kreditorer, kunne han ikke gøre noget for at stoppe den. I stedet lykkedes det familien d'Aubray at få Sainte-Croix arresteret ved hjælp af et lettre de cachet.
I seks år var Sainte-Croix fange i Bastillen, hvor han efter sigende skulle have gjort sig gode venner med en af sine medfanger, italieneren Exili, der lærte ham alt om gift. Da han forlod Bastillen, lagde han og elskerinden planer om hævn mod hendes far.
Hun eksperimenterede med gift og fik med stor sandsynlighed hjælp af kemikeren Christopher Glaser. Hun fandt sine ofre blandt de fattige, som nød godt af hendes velgørenhed, og de syge, som hun besøgte på hospitalet. I mellemtiden var Sainte-Croix gået konkurs, og han fik den ide, at ikke bare Dreux d'Aubray, men også hans to sønner og hans anden datter skulle forgiftes, så han og markise de Brinvilliers kunne komme i besiddelse af den store familieformue.

### Mord
I februar 1666 gav markisen sin far gift, og i 1670 forgav hun sine to brødre med hjælp fra deres kammerherre La Chaussee. En obduktion fastslog den virkelig dødsårsag, men ingen mistænkte hende. Før hun fik forgiftet sin søster, Therese d'Aubray, døde Sainte-Croix pludseligt, og da han ikke efterlod sig arvinger, blev politiet tilkaldt. De fandt i hans ejendele dokumenter med alvorlige anklager mod markise de Brinvilliers og La Chaussee. De blev arresteret, og efter tortur aflagde de fuld tilståelse.

### Straf
Markisen flygtede imidlertid, først til England, derefter til Tyskland og så til Liege, hvor hun blev arresteret. En fuld beskrivelse af hendes liv og forbrydelser blev fundet imellem hendes papirer. Hun forsøgte at begå selvmord i fængslet. Det lykkedes ikke. Markisen blev bragt til Paris, hvor hun den 16. juli 1676 blev halshugget og hendes lig brændt.